# Bettendorf (Iowa)
Bettendorf és una població dels Estats Units a l'estat d'Iowa. Segons el cens del 2009 tenia 33.098 habitants.

## Demografia
Segons el cens del 2000, Bettendorf tenia 31.275 habitants, 12.474 habitatges, i 8.719 famílies. La densitat de població era de 568,5 habitants per km².
Dels 12.474 habitatges en un 34% hi vivien nens de menys de 18 anys, en un 59,5% hi vivien parelles casades, en un 8,1% dones solteres, i en un 30,1% no eren unitats familiars. En el 26% dels habitatges hi vivien persones soles el 9,7% de les quals corresponia a persones de 65 anys o més que vivien soles. El nombre mitjà de persones vivint en cada habitatge era de 2,48 i el nombre mitjà de persones que vivien en cada família era de 3,01.
Per edats la població es repartia de la següent manera: un 26,2% tenia menys de 18 anys, un 6,7% entre 18 i 24, un 28% entre 25 i 44, un 26,6% de 45 a 60 i un 12,4% 65 anys o més.
L'edat mediana era de 39 anys. Per cada 100 dones de 18 o més anys hi havia 91,3 homes.
La renda mediana per habitatge era de 54.217 $ i la renda mediana per família de 66.620 $. Els homes tenien una renda mediana de 48.524 $ mentre que les dones 28.564 $. La renda per capita de la població era de 28.053 $. Entorn del 3,3% de les famílies i el 4,8% de la població estaven per davall del llindar de pobresa.

## Poblacions properes
El següent diagrama mostra les poblacions més properes.